# Abbo (Bischof von Nevers)
Abbo  († 6. Dezember 882, 6. Dezember 883 oder 6. Dezember 884) war in der zweiten Hälfte des 9. Jahrhunderts Bischof von Nevers.

## Leben
Die in der Gallia christiana vorgenommene Unterscheidung von zwei kurz nacheinander – 862 bzw. ab 866 – amtierenden Bischöfen von Nevers namens Abbo wird von A. Rastoul im entsprechenden Artikel des Dictionnaire de Biographie française verworfen; vielmehr wären beide identisch. Der angeblich zwischen den beiden Abbos amtierende Luidon sei Bischof von Autun gewesen. Auch die Annahme, dass der erste Abbo auf einen Raginus gefolgt wäre, lehnt Rastoul ab; stattdessen habe ein und derselbe Abbo wohl um 860 das Bischofsamt vom damals verstorbenen Hériman übernommen und durchgehend bis um 883 ausgeübt.
Abbo nahm an mehreren während der Regierungszeit Karls des Kahlen in Frankreich abgehaltenen Konzilen teil, so u. a. 866 an jenem in Soissons, 867 in Troyes – bei welchem er in einer erhaltenen Urkunde der Kirche Saint-Vincent de Magney Privilegien bewilligte –, 869 in Metz und Vermerie, 875 in Chalon-sur-Saône und im Sommer 876 in Ponthion. Auf letztgenannter Synode bestätigte der westfränkische Adel die Wahl Karls des Kahlen zum römischen Kaiser. Auch dessen Nachfolgern Ludwig II. und Karlmann hielt Abbo die Treue und beteiligte sich 878 an einem weiteren in Troyes einberufenen Konzil. Ferner begab er sich im Auftrag des Erzbischofs Ansegis von Sens in die Abtei Saint-Germain d’Auxerre, um von dort die Reliquien des heiligen Romanus zu holen.
Der Todestag Abbos fällt auf einen 6. Dezember. Sein genaues Todesjahr ist nicht bekannt; nach urkundlichem Material war er 882 noch am Leben, während im August 885 bereits Eumenes das Bischofsamt von Nevers angetreten hatte.